# Бекі Дайроен-Ленсер
Бекі Дайроен-Ленсер (англ. Becky Dyroen-Lancer, 19 лютого 1971) — американська синхронна плавчиня.
Олімпійська чемпіонка 1996 року.
Чемпіонка світу з водних видів спорту 1994 року.
Переможниця Панамериканських ігор 1991, 1995 років.